# 인섹
인섹(본명: 최인석, 1993년 6월 29일 ~ )은 대한민국의 전직 리그 오브 레전드 프로게이머로 선수 시절 포지션은 정글라이너였다. inSec이라는 아이디를 사용했다. 

## 선수 시절
2012년 거품게임단에 입단하면서 프로 커리어를 시작했다. 2012 스프링 시즌 NLB에서 팀의 우승에 기여했다. 2012-2013 윈터 시즌에서도 팀의 에이스로 활동하였다.
2013년 2월, KT 롤스터 불릿츠에 입단했다. MLG 윈터 시즌 챔피언십에 참가해 팀의 우승에 기여했다. 2013년 실내 무도 아시안 게임에서도 금메달 수상에 기여했다. 2013 서머 시즌을 앞두고 탑으로 포지션을 변경했다. 서머 시즌 탑 라이너로도 좋은 모습을 보여주면서 팀의 준우승에 기여했다. 2013-2014 윈터 시즌 종료 이후 정글러로 포지션을 다시 변경했다.
2014년 6월, 스타 호른 로얄 게임에 입단했다. 서머 시즌 괜찮은 모습을 보여주면서 팀의 3위에 기여했다. 롤드컵 2014에 진출했으며 팀의 준우승에 기여했다.
2015 스프링 시즌에서는 준수한 모습을 보여주었다. 스프링 시즌 도중 다리 부상을 입어서 팀에서 이탈하기도 했다. 이후 팀에 복귀했지만 팀의 강등을 막지 못했다.
2015년 5월, 팀 킹에 입단했다. 팀 킹에서는 팀의 사정으로 탑 라이너로 활동했다. 하지만 팀의 강등을 막지는 못했다.
2016시즌을 앞두고 로얄 네버 기브업에 입단했다. 로얄 네버 기브업에서는 서브 선수로 활동했다. 2016년 5월, 형제팀인 스타 호른으로 다시 입단했다. 스타 호른에서는 좋은 모습을 보여주면서 팀의 승강전 진출에 기여했다. 
2016 서머 시즌을 앞두고 DS 게이밍에 입단했다. DS 게이밍에서는 용병 슬롯 문제로 출전하지 못했다.
2018년 3월, 오리진에 입단했다.
2018년 12월, 위너스에 입단했다. 위너스 소속으로 케스파컵에 참가했다. 2019 스프링 시즌 시작 전 팀에서 퇴단했다.
2019년 3월, 은퇴를 선언했다.

## 수상 내역
- 나이스게임TV 리그 오브 레전드 배틀 스프링 2012 우승
- 컨디션 헛개수 나이스게임TV 리그 오브 레전드 배틀 윈터 2012-2013 준우승
- 핫식스 리그 오브 레전드 챔피언스 서머 2013 준우승
- MLG 윈터 시즌 챔피언십 2013 우승
- 2013년 실내 무도 아시안 게임 금메달
- IEM 시즌 8 월드 챔피언십 우승
- 리그 오브 레전드 올스타전 2013 우승
- 리그 오브 레전드 월드 챔피언십 2014 준우승
- 리그 오브 레전드 프로리그 스프링 2016 우승
- 유러피언 마스터즈 스프링 2018 우승